# Margelopsis australis
Margelopsis australis är en nässeldjursart som beskrevs av Browne 1910. Margelopsis australis ingår i släktet Margelopsis och familjen Margelopsidae. Inga underarter finns listade i Catalogue of Life.